# Barleria molensis
Barleria molensis är en akantusväxtart som beskrevs av Hiram Wild. Barleria molensis ingår i släktet Barleria och familjen akantusväxter. Inga underarter finns listade i Catalogue of Life.